# Milesia citrogramma
Milesia citrogramma är en tvåvingeart som beskrevs av Heikki Hippa 1990. Milesia citrogramma ingår i släktet Milesia och familjen blomflugor. Inga underarter finns listade i Catalogue of Life.